# Ковальов Михайло Маркович
Миха́йло Ма́ркович Ковальо́в (8 (21) листопада 1916, хутір Дубовий — 14 квітня 1990) — український радянський хірург, професор (з 1961 року), заслужений діяч науки УРСР (з 1966 року).

## Біографія
Народився 8 (21 листопада) 1916 року на хуторі Дубовому (тепер Білокалитвинівського району Ростовської області). Член ВКП (б) з 1940 року.
В роки радянсько-німецької війни добровільно пішов на фронт. Брав участь в обороні Вітебська, Смоленська, Вязьми, Новгорода, Ржева, Старої Руси, Ленінграда на посаді військового фельдшера, потім начальника санслужби окремого штурмового батальйону. Був поранений, тричі контужений.
В 1948 році закінчив Донецький медичний інститут, де працював до 1954 року на посаді доцента кафедри факультетської хірургії. У вересні 1954 року наказом Міністерства охорони здоров'я призначений ректором Чернівецького медичного інституту. 

Могила Михайла Ковальова

До 1961 року — доцент кафедри факультетської хірургії, а з березня 1961 року по 1962 рік — завідувач кафедри факультетської хірургії. В 1960 році захистив докторську дисертацію по темі: «Материалы к изучению эндемического зоба в Северной Буковине (Вопросы этиологии зоба в свете проблемы микроэлементов. Клиника и хирургическое лечение узловых форм зоба)».
З 1962 року — завідувач кафедрою госпітальної хірургії Київського медичного інституту. У 1963—1972 роках очолював вчену рада Міністерства охорони здоров'я УРСР.
Помер на 74-му році життя 14 квітня 1990 року. Похований разом із дружиною на Байковому кладовищі (ділянка № 52, 50°25′19.70″ пн. ш. 30°30′23.90″ сх. д. / 50.4221389° пн. ш. 30.5066389° сх. д.).

## Наукова діяльність
Опублікував більше 50 наукових робіт, відповідальний редактор 12 збірників наукових робіт Чернівецького медичного інституту. Праці присвячені хірургії шлунково-кишкового тракту, ендокринної системи, невідкладній хірургії.
Підготував 12 докторів наук і 48 кандидатів.

## Нагороди
Нагороджений орденом Леніна та іншими орденами.